# شاهين علي
شاهين علي (مواليد 15 يونيو 1983، لاعب كرة قدم قطري يجيد اللعب في مركز الظهير الأيمن .
لعب سابقاً مع أندية الأهلي والغرافة و السيلية وقطر و معيذر .

## روابط خارجية
- شاهين علي على موقع Soccerway.com (الإنجليزية)